# Мартін Фібіг
Мартін Фібіг (нім. Martin Fiebig; 7 травня 1891 — 24 жовтня 1947) — німецький воєначальник, генерал авіації. Кавалер Лицарського хреста Залізного хреста з дубовим листям.

## Біографія
3 березня 1910 року вступив в 18-й піхотний полк. Учасник Першої світової війни, ад'ютант батальйону. Пройшов льотну підготовку (1915), льотчик бомбардувальної авіації. З 2 серпня 1918 року — командир 9-ї бомбардувальної ескадри. В лютому 1919 року демобілізований. Працював у цивільній авіації.
1 травня 1934 року прийнятий в люфтваффе і призначенням начальником авіабази в Грайфсвальді. З 1936 року — начальник училища бомбардувальної авіації в Фасбергу, з 1 липня 1938 року — командир 253-ї (потім 4-ї) бомбардувальної ескадри «Генерал Вефер». Учасник Польської і Французької кампаній. 10 травня 1940 року збитий в повітряному просторі Нідерландів і взятий в полон, через 6 днів звільнений німецькими військами. З 16 травня 1940 року — офіцер для особливих доручень і командир бойової групи в танковій групі Гудеріана. 1 серпня 1940 року призначений начальником служби безпеки польотів. З 2 квітня 1941 року служив в 4-му, потім в 2-му і 8-му авіаційних корпусах. 12 квітня 1942 року призначений командиром 1-ї авіаційної дивізії, яка билася на центральній ділянці радянсько-німецького фронту. З 1 липня 1942 року — командир 8-го (Крим), з 22 травня 1943 року — 10-го авіаційного корпусу, дислокованого в Греції. Одночасно з 22 травня 1943 року — начальник Командування ВПС «Південний Схід». Надавав в тому числі підтримку з повітря морським конвоям країн Осі. Постійні перекидання частин на радянсько-німецький фронт повністю знекровили 10-й корпус: 1 вересня 1944 року він був розформований, а Фібіг зарахований в резерв ОКЛ. З 1 лютого 1945 року — командир 2-го авіаційного корпусу, який 12 квітня був переформований в Командування ВПС «Північний Схід». Літаки Фібіга прикривали з повітря операції групи армій «Вісла» на Одерському фронті. У травні відійшов на Захід і 8 травня здався британським військам. 6 лютого 1946 року переданий югославській владі. Військовим трибуналом в Белграді визнаний винним в скоєнні воєнних злочинів на Балканах і засуджений до страти. Повішений.

## Звання
- Фенріх (3 березня 1910)
- Лейтенант (20 березня 1911) — патент від 24 червня 1909 року.
- Оберлейтенант (18 червня 1915)
- Гауптман (20 червня 1918)
- Майор (1 травня 1934)
- Оберстлейтенант (1936)
- Оберст (1 червня 1938)
- Генерал-майор (1 квітня 1941)
- Генерал-лейтенант (1 квітня 1942)
- Генерал авіації (1 березня 1943)

## Нагороди
- Залізний хрест 2-го і 1-го класу
- Нагрудний знак військового пілота (Пруссія)
- Медаль «За відвагу» (Гессен)
- Королівський орден дому Гогенцоллернів, лицарський хрест з мечами
- Пам'ятний знак пілота (Пруссія)
- Почесний хрест ветерана війни з мечами
- Комбінований Знак Пілот-Спостерігач
- Медаль «За вислугу років у Вермахті» 4-го і 3-го класу (12 років)
- Медаль «У пам'ять 1 жовтня 1938»
- Застібка до Залізного хреста
  - 2-го класу (18 вересня 1939)
  - 1-го класу (3 травня 1940)
- Лицарський хрест Залізного хреста з дубовим листям
  - лицарський хрест (8 травня 1940)
  - дубове листя (№ 168; 23 грудня 1942)
- Авіаційна планка бомбардувальника
- Німецький хрест в золоті (4 травня 1942)
- Медаль «За зимову кампанію на Сході 1941/42»